# Stroud (Gloucestershire)
Stroud is een marktstadje en civil parish in het bestuurlijke gebied Stroud, in het Engelse graafschap Gloucestershire. De plaats telde in 2021 13.500 inwoners.
Het stadje is gelegen 16 kilometer ten zuidwesten van Gloucester onderaan de westelijke helling van de Cotswolds, Het staat bekend om zijn steile straten. Rondom het stadje liggen natuurgebieden. Het is een centrum voor de omliggende dorpen en staat bekend als een geliefd woonoord. Veel auteurs en kunstenaars hebben hier hun domicilie gekozen.

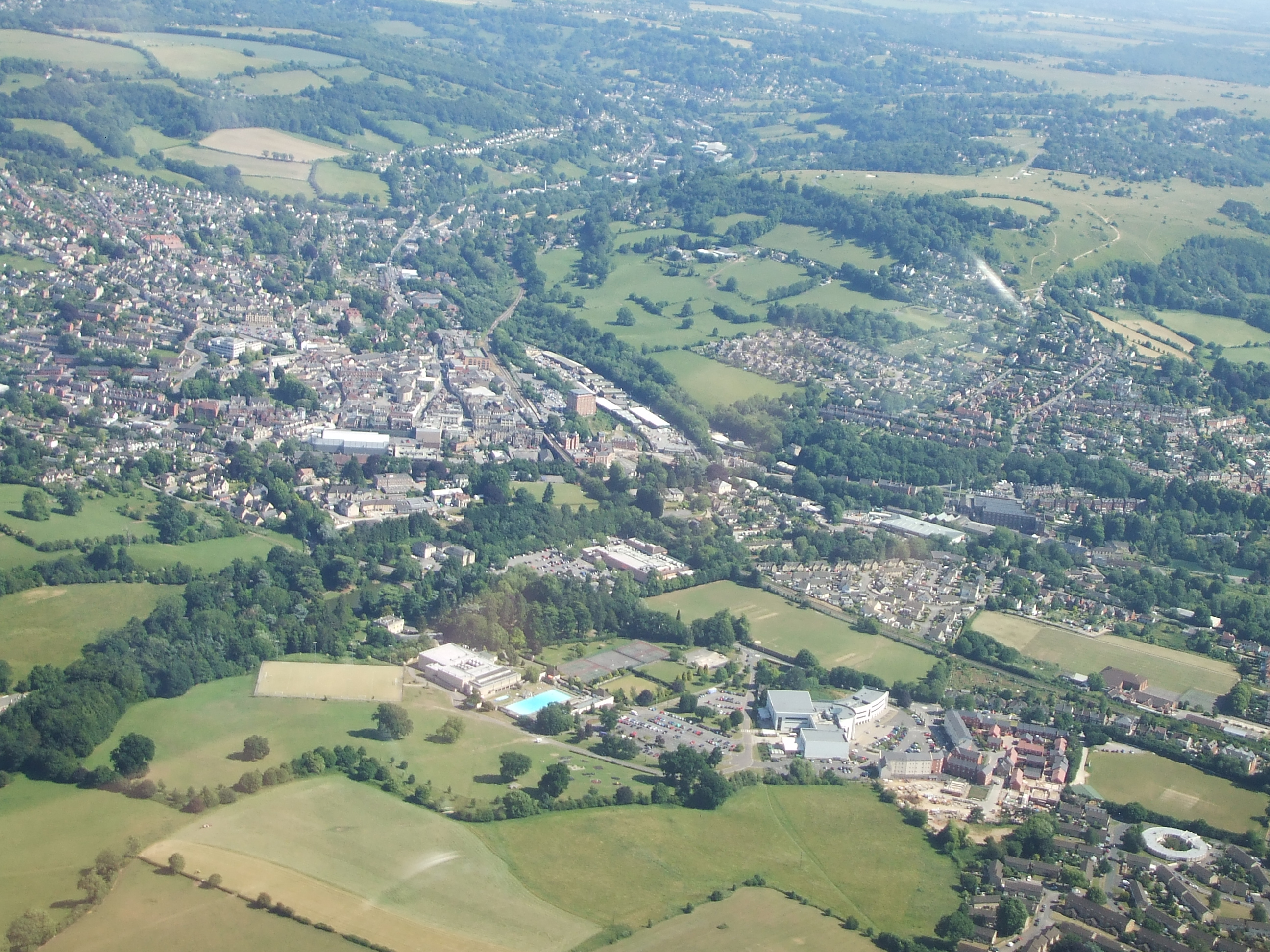
Stroud

## Bekende personen
- Wilbert Vere Awdry (1911-1997), predikant en jeugdauteur
- Laurie Lee (1914-1997), auteur
- Martin Evans (1941), wetenschapper en Nobelprijswinnaar (2007)
- Alan Hollinghurst (1954), auteur
- Tom Smith (1981), rockmuzikant